# حسن القدميري
حسن القدميري (مواليد سنة 1941) هو ملحن وموسيقار مغربي، من أبرز الموسيقيين في تاريخ الأغنية المغربية، ساهم بشكل كبير في تطوير الموسيقى المغربية من خلال مزج الأساليب الحديثة مع التقاليد المحلية، تعاون مع العديد من الفنانين الكبار وكان وراء تلحين العديد من الأغاني الرائعة التي شكلت علامة فارقة في مسار الأغنية المغربية.

## النشأة
وُلد حسن القدميري بمدينة مكناس سنة 1941، وقد بدأ اهتمامه بالموسيقى وعمره لا يتجاوز 8 سنوات، التحق بالمعهد الموسيقي لمدينة مكناس، وهناك تعلم قواعد الموسيقى. ورغم مغادرته المغرب في اتجاه فرنسا بغية مواصلة دراسته في الهندسة المعمارية، إلا أن حسن القدميري ظل دائما مرتبطًا بالموسيقى التي درسها هناك بفرنسا، ليعود بعد ذلك إلى بلده ويزاوج بين وظيفته وبين تلحين أجمل الأغاني التي ستبقى خالدة في ريبرتوار الأغنية المغربية.

## مسيرته الفنية
ساهم حسن القدميري في انتعاشة الموسيقى المغربية خلال مرحلة الستينات بالعديد من الروائع التي استهلها مع المعطي بنقاسم، على غرار مقطوعته الموسيقية الأولى «يا ساقية الورد» سنة 1964. إلا أن تألقه سيكون بعد ذلك رفقة الثنائي المتمثل في الشاعر الغنائي علي الحداني، والمطرب الراحل محمد الحياني، فكانت نتيجة هذا التعاون العديد من الروائع المشتركة التي اكتسحت المشهد الغنائي المغربي خلال نهاية الستينات وأوائل السبعينات أشهرها «ياك الجرح برا» و«يا سيدي أنا حر» و«بارد وسخون» التي توجت كأحسن أغنية في سنة 1972 وكان الراحل الحسن الثاني معجبًا بها كثيرًا، إضافة إلى العديد من الأغاني الأخرى التي لحنها لعبد الهادي بلخياط مثل «ما تاقشي بيا» أو قطعة «يا جار وادينا» للراحلة رجاء بلمليح وغيرها من الأعمال التي جعلت منه ملحنًا بارزًا.

## أعماله الفنية
لحن حسن القدميري العديد من الروائع الكلاسيكية المغربية أبرزها:
- 1964: يا ساقية الورد
- 1968: ياك الجرح برا
- 1970: يا سيدي أنا حر
- 1972: بارد وسخون
- 1973: لا سماحة يا هوى
- 1975: والو باس
- 1976: وعدي
- 1978: مع الأيام
- 1978: مالي ومال التنهيدة
- 1981: ما تاقشي بيا
- 1982: أش بيني وبينو

## وصلات خارجية
- الملحن الكبير حسن القدميري وروائع الاغنية المغربية
- ضيفا على "الليل والنجوم"